# Tkalčić (časopis)
Tkalčić - godišnjak Društva za povjesnicu Zagrebačke nadbiskupije je časopis Društva za povjesnicu Zagrebačke nadbiskupije "Tkalčić".

## Povijest
Časopis izlazi od 1997. godine u izdanju Društva za povjesnicu Zagrebačke nadbiskupije "Tkalčić". Prvi glavni urednik bio je Mijo Korade, a trenutni je Stjepan Razum. Članovi uredništva su Miroslav Akmadža, Stjepan Kožul, Ivan Mirnik i Agneza Szabo.

## Sadržaj
U časopisu se objavljuju radovi o prošlosti Zagrebačke nadbiskupije iz različitih znanstvenih i umjetničkih područja.

## Vanjske poveznice
Mrežna mjesta
- Tkalčić na stranicama Društva za povjesnicu Zagrebačke nadbiskupije "Tkalčić"